# Sidra Pino

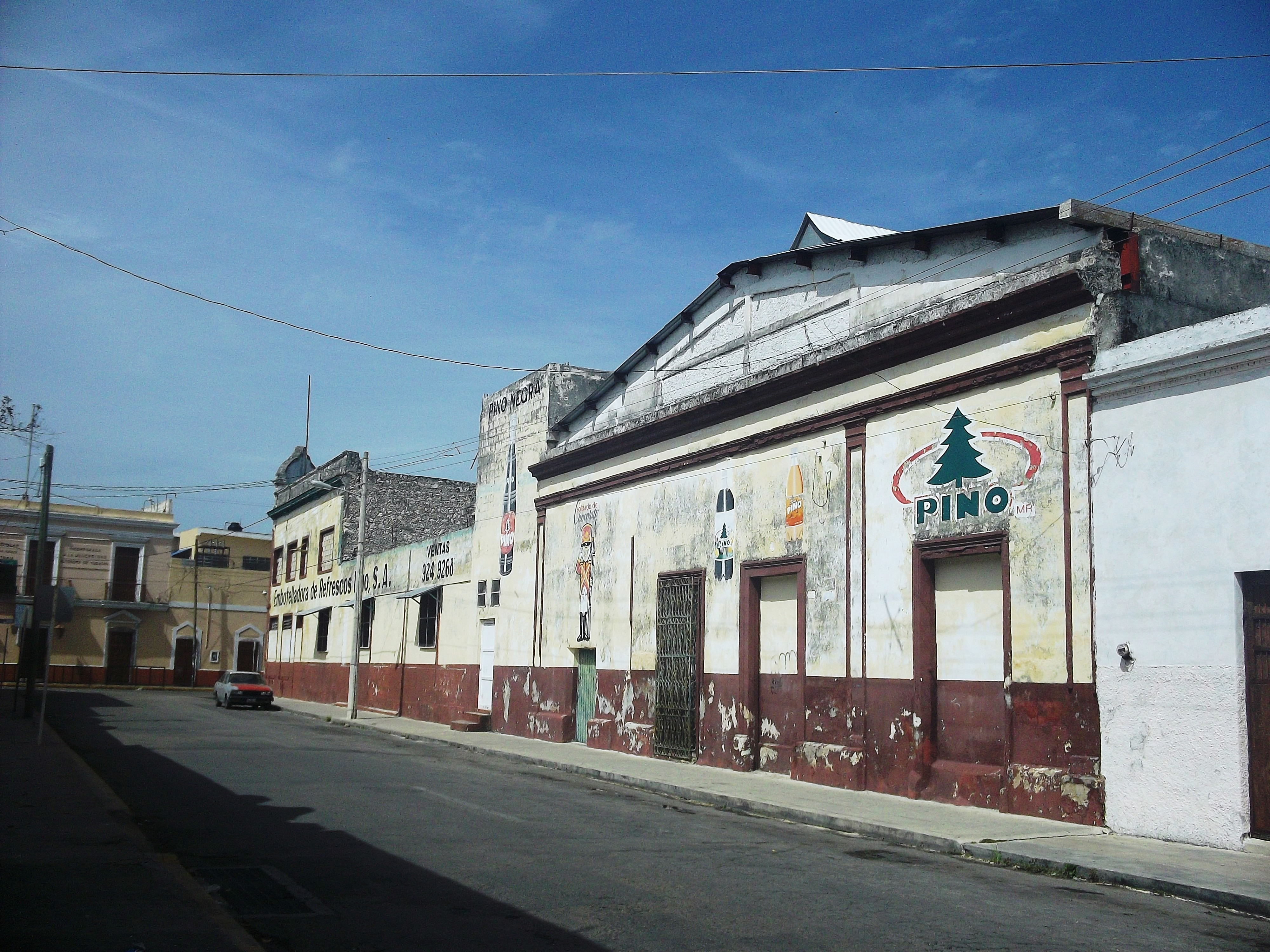
Antiguo cinema de la embotelladora.

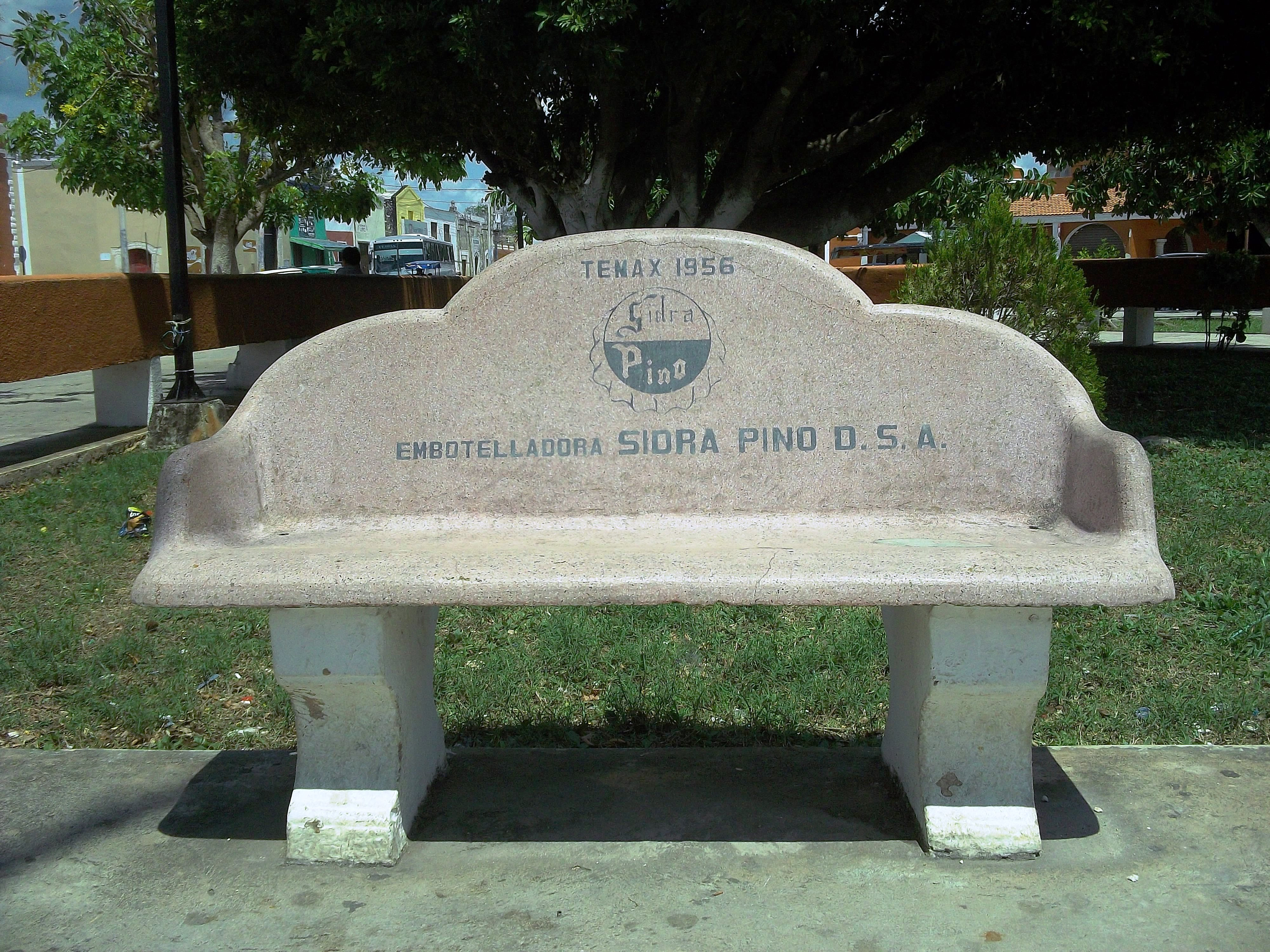
Banca de un parque donada por Sidra Pino.

Sidra Pino es una marca de gaseosa mexicana elaborada en el estado de Yucatán, introducida en Mérida, Yucatán, México en 1880, y embotellada por Embotelladora de Refrescos Pino, S.A. de C.V., dicha empresa también elabora la bebida llamada Soldado de Chocolate. Originalmente sus bebidas eran envasadas en botellas de vidrio y luego en envases desechables de PET y lata de aluminio.

## Historia
La empresa fue fundada en 1888 por José María Pino Rusconi, un joven capitán de barco que deleitaba a sus invitados con bebidas naturales como la negra (vainilla y plátano), y después fundó su propia refresquera. En 1935, Sidra Pino comienza a distribuir Coca-Cola que más tarde lo adoptaron los Ponce. Cuando empezó su producción y distribución en la península de sus bebidas y junto con Pepsi dominó el mercado regional hasta la década de 1970 cuando Coca Cola y Cristal (otra marca regional) empiezan a ganarle mercado, ya que esta última embotellaba bebidas de sabores diversos al igual que Pino.
En 1965 la empresa es vendida a una persona de origen libanés quien cambia el logotipo de la empresa por el de un cedro (no un pino) y la palabra "PINO" en letras verdes circundado por una elipse de color rojo en un fondo blanco; dichos colores y el árbol hacen alusión a la bandera de Líbano.
En 1994 empieza el declive de la empresa: Pepsi, que había estado ausente durante varios años, entra de nuevo al mercado; Coca Cola lanza una bebida de sabor chocolate llamada Bevi; Garci Crespo entra también al mercado. En 2011 la empresa queda en bancarrota y un conflicto laboral hace que cierre sus puertas.
El 21 de julio de 2014 la huelga en la Sidra Pino llegó a su fin.
En 2025 tras varios años de ausencia la bebida haría su regreso al mercado yucateco de la mano de Cervecería Patito con puntos de venta en la ciudad de Mérida, Yucatán

## Productos
Su producción principal:
- Pino Negra (vainilla y plátano)
- Sidra Pino en sabor agua mineral, cebada, jamaica, toronja, manzana, uva, mandarina y limón.
- Soldado de Chocolate.
- Orange Pino

Distribución temporal:
- Coca-Cola.
- RC Cola.
- Orange Crush.
- Canada Dry.
- Pino Cola.
- Té Pino.